# Dvor Besnica
Dvorec Besnica (nemško Wesnitz) je bil dvor, ki je stal v istoimenski vasi Besnica v Občini Ljubljana.